# Jon Jones (réalisateur)
Pour les articles homonymes, voir Jon Jones et Jones.
Jon Jones est un réalisateur et scénariste britannique. Il a réalisé de nombreux téléfilms tel que le thriller La Dette (2003) avec Martin Freeman, diffusé en France sur Eurochannel.

## Filmographie

### comme réalisateur
- 1999 : Greek Lover (TV)
- 2000 : Edith's Finger
- 2002 : Blood Strangers (TV)
- 2003 : La Dette (The Debt) (TV)
- 2004 : The Alan Clark Diaries (TV)
- 2004 : When I'm 64 (TV)
- 2005 : Confessions dangereuses (TV)
- 2005 : A Very Social Secretary (TV)
- 2007 : Northanger Abbey (TV)
- 2008 : Le Journal d'Anne Frank (The Diary of Anne Frank) (série télévisée)
- 2010 : Timbré (Going Postal) (TV)
- 2012 : Mr Selfridge (TV)
- 2012 : Titanic (série télévisée)
- 2014 : 1666, Londres en flammes (série télévisée)

### comme scénariste
- 1999 : Greek Lover (TV)